# ミシェル・コラジュ
ミシェル・ コラジュ　（Michel Corajoud、1937年7月14日 - 2014年10月29日）は、フランス人ランドスケープアーキテクト（仏：アルシテクト・ペイサジスト）。ベルサイユ・ランドスケープの国立学校「ENSP」創設者の一人で同校教授（Professeur a l' Ecole nationale superieure du paysage,Versailles）。ヴォイドを扱うデザインを理念とする。
都市美・ランドスケープの復活の創始者の一人と考えられ、彼自身が説明するように、70年代初頭までは、フランスのランドスケープは園芸学校で訓練され、従って、都市や建築の知識は取得できない。こうした長年のランドスケープの傾向に対しては非常に早い段階で浮上しており、自分の仕事を主宰し、自然という考え方で都市空間に、その都市の間質空間上に導入するといったランドスケープの仕事も、建築との関係性を制定すべきであるという考えが、建物と屋外空間の間が必要に応じ連続性があるよう決定していく必要が求められていた。

## 経歴
1937年アヌシーに生まれる。工芸品の国立学校で最初に教育訓練を受ける。次に、ベルナルド・ルソーと協力して、ル・コルビュジエのもとで働くキャリアを始めた。 
その間、農業省認定アルシテクト・ペイサジストのランドスケープ・ディプロマ取得。1964年から1966年にジャック・サイモンらと協働していたが、このつながりで1966年から1975年まで、AUA（Atelier d'Urbanisme et d'Architecture，1986年解散）の一員として、アンリ・シリアニやボルハ・ウイドブロ、ポール・シュメトフらと景観計画分野で活動。このころからフランスにおいては伝統的な「ジャルディニエ（jardinier）」に対し20世紀以降でてきた「ペイサジスト（paysagiste）」の呼称が使用されて、以降は新都市建設やセカンドハウスの流行でペイサジストの活動範囲がかなり広がっていた。
1975年から、自身や妻クレアのようなランドスケープアーキテクト育成を目標に、ベルナール・ラシュスらと、1874年設立のヴェルサイユ園芸学校を発展改組するのに尽力、1976年にヴェルサイユ・ペイサジスト学校ENSPを開校。卒業生はアルシテクト・ペイサジスト国家資格が取得可能となった。
1985年、クレア・コラジューと建築アカデミー銀賞（Architecture of accompaniment）受賞。1992年、フランス・ランドスケープのグランプリ受賞。
1993年、アーバンプロジェクトのカテゴリでモントルイユ市の市長賞。1999年、国家騎士勲章。
1999年、サン・ドニ北部の高速道路カバレッジ達成によりシルバー・リボン受賞
1999/2002、ジュネーブ大学の建築学部の客員教授。
2003年、フランス開発省アーバニズムグランプリを受賞。この受賞は、ランドスケープのアプローチが、都市開発に影響力が浸透していることを示している。

## 主な実績
オルリー墓地（AUAにて。1968年）
グルノーブルのアルルカン拡張計画第一地区都市景観整備（AUAにて、1968年-1974年）
セーヌ・サン・ドニのパークSausset （クレア・コラジューと、1981-2005年）
パークCoudrays（Elancourt Maurepas, AAU 1974年）
Verlhac公園（グルノーブル・ジャンビルヌーブ、AAU 1974年）
リヨン・ジェルラン公園（クレア・コラジューと、1999-2006年）
パリ・アイオロスのランドスケープ庭園（クレア・コラジューとADR 2004-2006）
都市公園セントデニスの再整備（1999年）
セスト・サン・ジョヴァンニファルク（100ヘクタール）の旧製鉄所のサイトの再開発（ 2006年、レンゾ・ピアノと）
フランス・ロンシャンの「ノートルダム・デュ・オー礼拝堂 (設計:ル・コルビュジエ,)」(Le Corbusier’s Notre Dame du Haut) サイトの新施設整備ランドスケープ設計（レンゾ・ピアノに協力、2011年）
ドック・ロワール・オーリンズ（ピエール・ギャングネットらと、2005-2006） 
プレイス・アントニン・ペラ（Place Antonin Perr、リヨン、ピエール・ギャングネットらと、2005-2006）
リヨン国際都市上下流エリア（レンゾ・ピアノらと、2001年）
ボルドー・キーズ銀行（Quays left bank of Bordeaux、クレア・コラジューと、2000-2008年）
リヨン・トニー・ガルニエ大通り（Boulevard Tony Garnier in Lyon、ピエール・ギャングネットらと、1998-2006年）
サン・ドニA1高速道路でのカバー（1998年）
空間の定義-ウォーターフロントの研究・サン・ドニ レユニオン（1998年）
プレーン・サン・ドニ工場跡地マスタープラン担当　-　イポポダマス（4人の建築家からなるグループ、イヴ・リヨン、ミシェル・コラジュー、ピエール・ベルナール・ライシェン＆フィリップ・ロベール）として
アーバンプロジェクト・プレーヌ・サン・ドニ（Urban Project of the Plaine Saint-Denis）　-　イポポダマスとして。1991-1999年
シャルル・ド・ゴール空港大通り（リヨン、レンゾ・ピアノと、1996年）
パリ・アベニュー・デ・イタリー（ピエール・ギャングネットと、1998年）
水の鏡（月の港ボルドー#ブルス広場、2009年 - 伝統的に切り離されていた右岸と左岸をつなぐ。ガロンヌ川岸の整備や公園化などによって、ランドスケープの力で実装するために管理を投影する2000の援助。トラムのほとりにて）
モントルイユ「漁場における壁（"walls a fishery,"）」景観と計画地域の1998年の研究 （ソウト・デ・モウラらと） 
サン・ドニ市の公共エリア活用委員会報告作成　1997年 

## 著書
- Michel Corajoud, paysagiste (Visage collection) (French Edition), Ecole nationale superieure du paysage, 2000. ISBN 978-2912344045.
- Le paysage, c'est l'endroit ou le ciel et la terre se touchent, 2010, ISBN 978-2742787500.